# Arabischer Hip-Hop
Arabischer Hip-Hop ist Hip-Hop-Musik und arabisch(sprachig)en Ursprungs. Es gibt arabischen Hip-Hop auf Arabisch bzw. arabischen Dialekten, auf Englisch, Neuhebräisch, Französisch und auf anderen Sprachen.
Im Maghreb entwickelte sich bereits seit ca. 1990 eine Hip-Hop-Szene, im Nahen Osten seit Ende der 90er-Jahre. Mittlerweile wird arabische Hip-Hop-Musik in der gesamten MENA-Region gehört und produziert. Manche Hip-Hopper bewegen sich im Untergrund, da kritische Stimmen in vielen Ländern zensiert werden. Je nach Land wird lokaler Rap online über Streaming-Dienste vertrieben und gehört, oder auch im Radio gespielt und im Fernsehen ausgestrahlt. 

## Algerien
Das vermutlich erste überlieferte algerische Raplied „Dschaula fi l-lail“ (arabisch جولة في الليل, DMG Ǧaula fī l-lail ‚Nachtspaziergang‘), gerappt von Hamidou (Ahmed Takdjout), stammt aus dem Jahr 1985. Die algerische Rapszene entwickelte sich anschließend Anfang der 1990er Jahre in den Großstädten Algier, Oran, Annaba und Constantine. Begünstigt wurde die Entstehung algerischen Raps dabei von politischen Unruhen im Jahr 1988, von der folgenden Einführung des Mehrparteiensystems und von der Etablierung lokaler Radiosender. Ein weiterer Grund für die rasche Verbreitung von Rap könnte sein, dass es viele Gemeinsamkeiten zwischen Rap und algerischem Raï gibt: Beide Musikformen geben beispielsweise den Unterdrückten eine Stimme, werden als authentisch wahrgenommen und bedienen sich ungefilterter Dialektausdrücke.
Bekannte algerische Rapper sind Didin Klach (La Canon 16), Lotfi Double Kanon, Rilès (berberischer Herkunft), Intik, MBS, Hamma, Hood Killer, City 16, K2c, Senseman, Rim K, George Saoud, Sam Dex, Aissa und MIA.

## Bahrain
Aus Bahrain kommt DJ Outlaw.

## Ägypten
Neuere und erfolgreiche Gruppen sind MTM aus Ägypten, die ägyptisches Arabisch in ihren Liedern benutzen. Der Bandname setzt sich aus den Initialen der Mitglieder zusammen, die sich 1997 in Alexandria kennengelernt haben: Mikey (* 1980), Taki (* 1982) und Mahmoud (* 1981). Jaffa Phonix, 2003 gegründet (von zwei palästinensischen Flüchtlingen), ist eine Electro/hop-Band, die auf palästinensischem Arabisch singt. Die Arabian Knightz haben ebenso an Berühmtheit gewonnen.

## Irak
NiZ-R ist ein irakischer Rapper, der in Jordanien lebt und sowohl im irakischen, als auch im libanesischen Arabisch rappt.

## Kuwait
Es gibt eine populäre Hip-Hop-Band namens Army of One, die auf Englisch singt. Sie brachte gerade ihr Album Reprezentin heraus, das erfolgreich in der Region vermarktet wird.

## Libanon

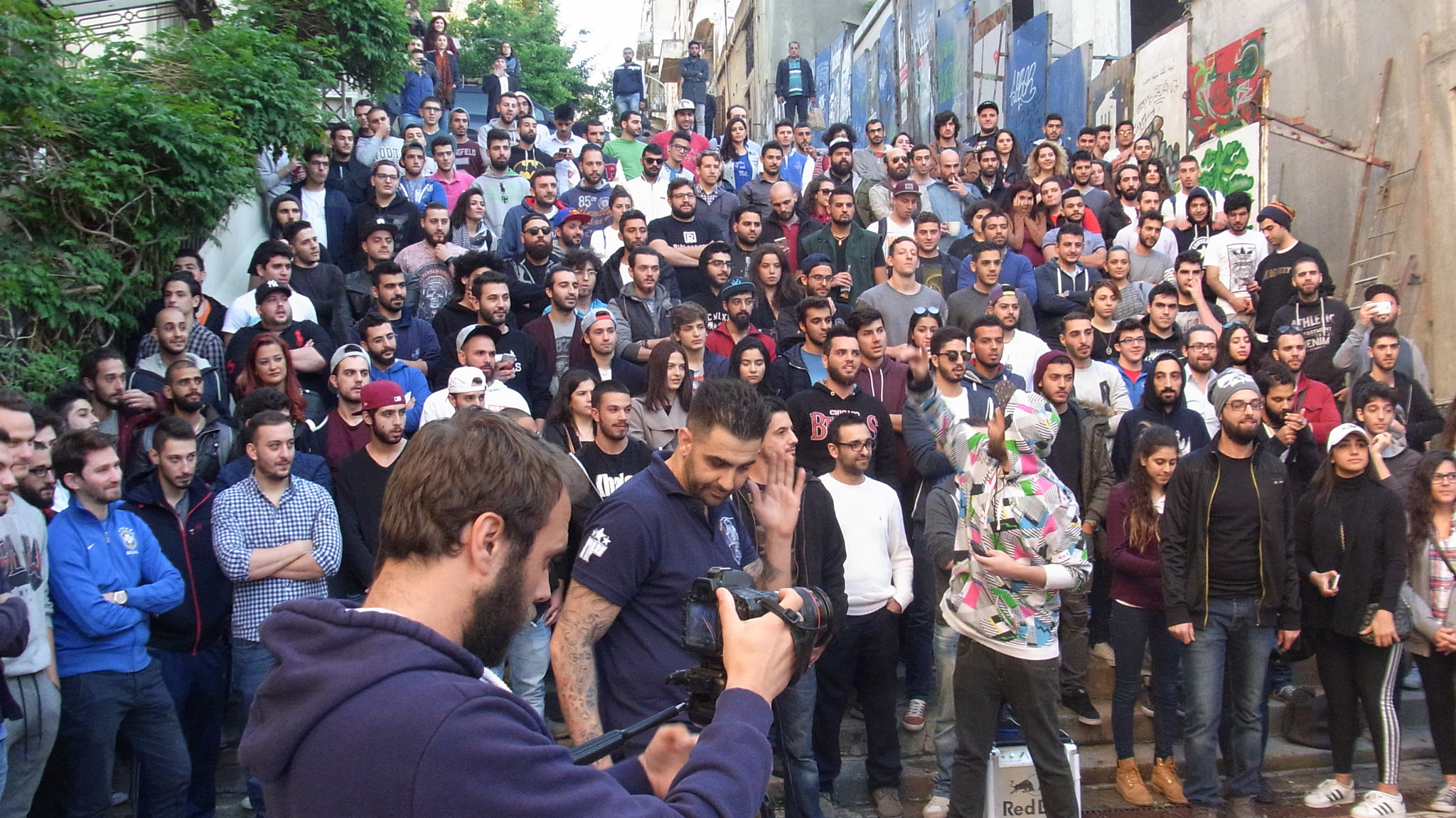
Rap-Battle der The Arena-Reihe im Beiruter Viertel Mar Mikhael mit dem Rapper Dizaster und Chyno als Moderator

Der Libanesische Bürgerkrieg (1975–1990) und andere militärische Konflikte, wie der Libanonkrieg (2006), verzögerten lange Zeit die Entwicklung einer libanesischen Hip-Hop-Szene. Erst in den frühen 2000er Jahren wurden die ersten Rap-Alben im Libanon veröffentlicht. Unter den damaligen Pionieren befand sich beispielsweise die Gruppe Aks’Ser (arabisch عكس السير). Diese wurde von zwei Rappern aus Beirut gegründet, die sich in ihren Texten viel mit dem Libanesischen Bürgerkrieg auseinandersetzen. Weitere nennenswerte Rapper aus der Ursprungszeit des libanesischen Hip-Hops sind Clotaire K und Rayess Bek, ein Aks’Ser-Mitglied, der anschließend eine Solo-Karriere startete. Außerdem können die Zwillingsbrüder Omar und Mohammad Kabbani erwähnt werden, welche unter dem Namen Ashekman sowohl rappen, als auch Streetart produzieren.
Der in Beirut lebende Rapper Mad Prophet schätzte die Größe der Szene im Jahr 2015 auf maximal 30 Rapper landesweit. Geographisches Zentrum der Hip-Hop-Kultur im Libanon ist Beirut, wobei Rapper im Libanon auch starke Verbindungen zu der allgemeinen Hip-Hop-Szene in der Levante, in Israel/den Palästinensergebieten, Jordanien und Syrien, aber auch nach Ägypten und zu den arabischen Golfstaaten pflegen.
Seit spätestens 2013 bildete sich im Libanon eine lebhafte Battle-Rap-Szene heraus. Im Jahr 2015 wurde die Veranstaltungsreihe The Arena ins Leben gerufen, nachdem sich der bekannte libanesischstämmige Battlerapper Dizaster während eines Kurzbesuchs im Land mit den lokalen Künstlern Omar Kabbani, Edd Abbas, Chyno und Johnny Headbusta zusammenschloss.

## Marokko
Einer der erfolgreichsten arabischen Rapper ist Salah Edin. Seine Lieder singt er auf Darija. Salah Edin trat in über 31 Ländern auf vier Kontinenten auf und arbeitete mit bekannten Amerikanern wie dem Wu-Tang Clan, Produzent Focus (Aftermath), aber auch mit dem berühmten französischen Künstler IAM und der dänischen Outlandish.
Der Boulevard de Jeunes Musiciens, der jedes Jahr im Juni in Casablanca stattfindet, bietet eine breite Palette unterschiedlicher Musikgenres: Hip-Hop, Heavy Metal und Fusion. Ursprünglich von einer kleinen Gruppe gegründet mit dem Ziel, in Marokko eine alternative Musikszene zu etablieren, hat sich das Festival mittlerweile zur wichtigsten Plattform für die lokalen Bands entwickelt. Der Hype, den es hervorbrachte, ebnete den Weg für inzwischen recht bekannte Bands: Darga, Hoba Hoba Spirit, Bigg, H-Kayne, casacrew, Barry, Total Eclypse, Aba'Raz, Fnaïre und Haoussa.

## Palästina

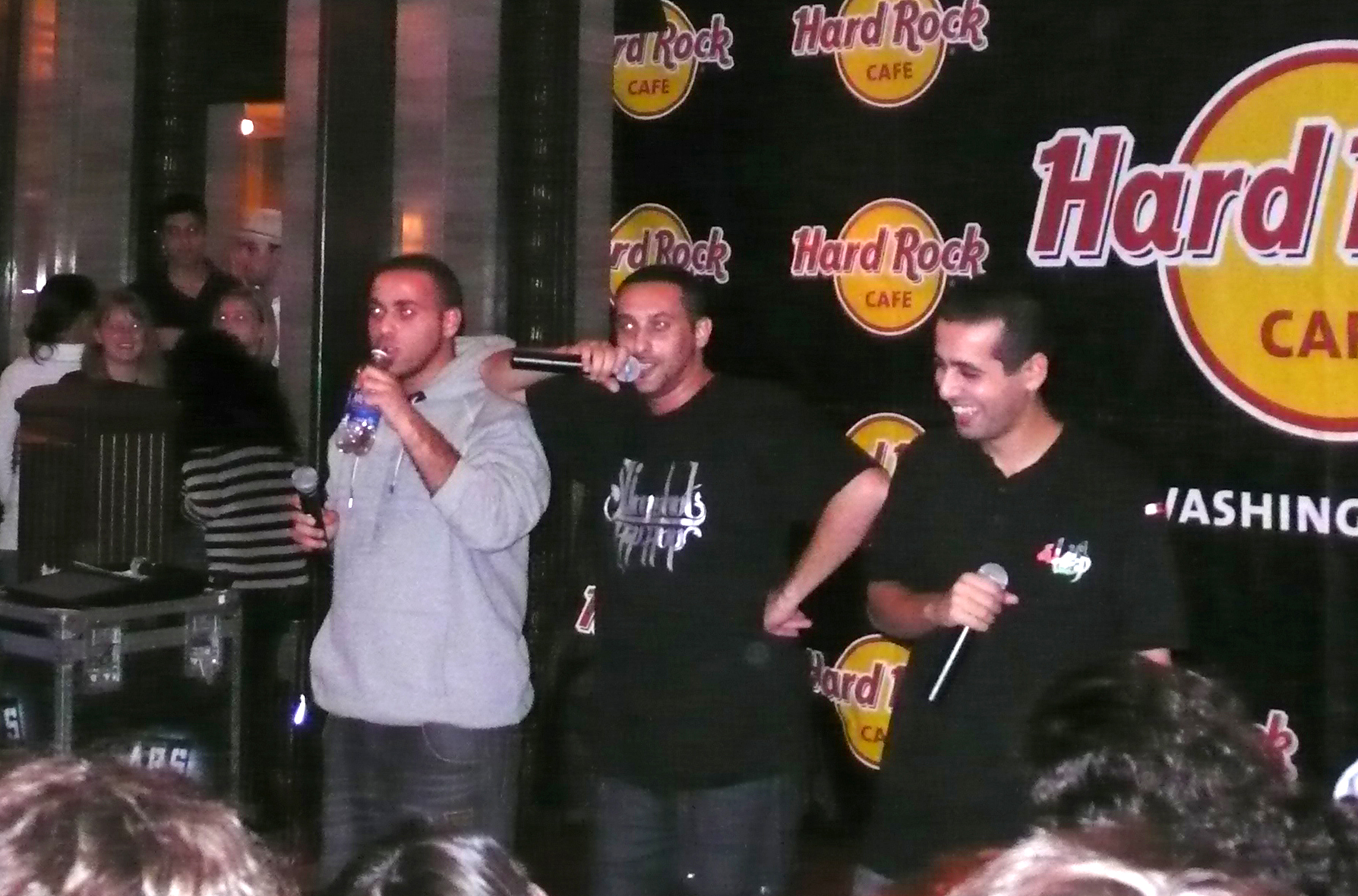
Konzert von DAM im Hard Rock Cafe in Washington, D.C.

Die Band von Tamer Nafar, DAM, ist die erste Rap-Gruppe Palästinas. Am 17. November 2006 brachten sie ihr erstes Album heraus: Dedication.
Weitere palästinensische Rapper sind MWR, Arapeyat und Jabbar (rapper & producer), the P.R. Palestinian Rapperz, die N.O.M.A.D.S, Ramallah Underground und the Philistines, und Jaffa Phonix, im Jahr 2003 von zwei palästinensischen Flüchtlingen in Ägypten gegründet, ist eine Electro/Hop-Band, die auf Palästinensisch-Arabisch singt.

## Andere
Aus anderen arabischen Ländern, Arab Legion, Iron Sheik, Patriarch Son of a Refugee, Euphrates, und Adam A. Shoucair, auch bekannt als (A.M.A) all.mighty.ameer. Aus Syrien stammt Bu Kolthoum, der heute in den Niederlanden lebt.
Andere erfolgreiche Rapper, Produzenten und DJs arabischen Ursprungs sind Cilvaringz (Wu-Tang Clan), DJ Cut Killer (Frankreich), DJ Abdel (Frankreich), Freeman (IAM), Isam Bachiri (Outlandish), Produzent Fred Wreck (Snoop Dogg, G-Unit), DJ Lady S (Belgien) Massiv (Berlin), Farid Bang (Deutschland) und all.mighty.ameer (Detroit).